# وضع الإنصاف إلى رفع الخلاف (كتاب)
هذا الكتاب من مؤلفات الإمام برهان الدين إبراهيم بن عمر الجعبري الخليلي الشافعي، المتوفى سنة 732 هـ.

### موضوعُ الكتاب وأهمّيّتُه
اعتنى العلماء قديما وحديثا بأقوال الأئمّة، فنهضوا إلى حفظها، ونقلها، وتمحيصها، وتحليلها، ورفع الإشكال الواقع أو المتوقع بينها، حيث استفادوا من عناية الشريعة بالكتاب والسنّة، فانتهجوا أساليبَ قريبة من تلك الأسس في النقل والفهم والتوثيق.
ولا يخفى أنّ كلام الأئمّة له منزلتُه الرفيعة؛ لأنه المبيِّن للكتاب والسنّة، وبه يجري تنزيل نصوص الشريعة على الواقع، فمن أجل المحافظة على هذا التراث التشريعي الذي تفرّدت به هذه الشريعة، حرص العلماء على تلقّي كلام الأئمّة المجتهدين بأوثق الطرق، وأسدّ السبُل.
ومن أجل هذا ظهرت عنايةُ العلماء بنقل أقوال أئمّتهم، ونقل كلام واجتهاد تلاميذهم وفقهاء مذاهبهم، فكانت العناية بمصطلحات: القول، والرواية، والمذهب، والطريق، والوجه، والاحتمال، وغيره من اصطلاحات توجد في بعض المذاهب أو كلّها أحيانا.
وكان غالب اهتمام الشافعية رحمهم الله بمصطلح القول، وما تفرّع عنه من الطرق والوجوه، وازدادت عنايتهم بالقولين تحديدا بسبب ما نقل عن الإمام الشافعي رحمه الله من القولين المتعارضَين في المسألة الواحدة.
ومن أقدم من وصلنا كلامُه مفصَّلا في هاته المسألة الإمام أبو العبّاس أحمد بن أبي أحمد الطبري المعروف بابن القاصّ الشافعي (ت 335 هـ)، حيث اعتنى في كتابه: «نصرة القولين»  ببيان ما نُقل عن الإمام الشافعي فيه قولان، فقسمها إلى عشرة أقسام، ثم أجاب عما طعن به بعض الفقهاء في الإمام الشافعي.
ثم جاء الإمام أبو محمد عبد الله بن يوسف بن عبد الله، الجُويني (ت 438 هـ)، والدُ إمام الحرمين، فكتب «السلسلة في القولين والوجهين».
ثم جاء الإمام أبو المحاسن عبد الواحد بن إسماعيل الرُّوياني (415-502هـ)، فألّف كتابه: «حقيقة القولين» ، أو: «كتاب القولين والوجهين»، في مجلّدين 
وبعدهم أوضحَ الإمامُ الغزالي المسألة في رسالته: «حقيقة القولين» ، أو: «بيان القولين للشافعي» ، فقسم القولين إلى خمسة أقسام .
أمّا الإمامُ أبو القاسم عبدُ الرحمن بن إسماعيل بن إبراهيم، المعروف بأبي شامة المَقدسي الشافعي (599-665هـ) فجرى على تقسيم نصوص الإمام الشافعي لكن بالإضافة إلى الحديث الشريف، خلافًا لغيره من الشافعية الذين قسموا نصوص الإمام الشافعي وما نقل عنه فيه قولان، لا بالإضافة إلى الحديث الشريف.
وجاء بعد الإمام الجعبري الإمامُ محمَّد بن إبراهيم بن عبد الرحمن المُناوي الشافعي (ت 746 هـ) رحمه الله الذي قال: «إنّ ما ذكره الشافعيُّ رضي الله عنه من القولين ينقسم إلى أربعة عشر قسما، لا يخرج كلامه عنها» ). والظاهر أن المُناوي لم يطلع على رسالة الجعبري، والعكس صحيح، ومردّ ذلك غالبا إلى تعاصر الإمامين رحمهما الله.
أمّا الإمام البرهان الجعبري فجمع ما سبق من كلام المتقدّمين، وأضاف إليه تقسيما بديعا حاصرا، فجعل أقسام القولين في عشرة أقسام، فقال: «واعلم أنَّ أقسامَ القولَين فما فوقها متّسعة جدًّا، لكنَّ أصولَها منحصرةٌ في عشَرة أقسامٍ؛ لأنَّهما إمَّا منصوصان، أو أحدهما، الثاني قسم، والأوَّل إمّا أن يختلف وقتاهما، أو يتحد، فالأوَّل مع اتحاد النوع قسمان، ومع اختلافه قسم، والثاني إمَّا مطلقٌ أو مقيَّد بـ «لي»، أو للعلماء، كلّ مع ترجيح أو عدمه ستة، فالمجموعُ عشرة».
وهكذا تأتي هذه الرسالة تكميلا وتوضيحا لجهود السادة الشافعية في بيان ما نقل فيه قولان عن إمام المذهب أبي عبد الله محمد بن إدريس الشافعي، وبهذا البيان يندفع ما طعن فيه بعض الفقهاء المتعصبة على الإمام الشافعي، كما توضح الرسالة السبيل القويم في فهم كلام الإمام رحمه الله، والجهود التي بذلت من فقهاء المذهب في تثبيت وثاقة نصوص الأئمة، ومنهجية فهمها على الصواب.
كما تناولت الرسالة موضوعات فقهية وأصولية، وأخرى عقدية وقرآنية، يأتي بيانها في منهج المؤلف رحمه الله وجزاه عن العلم وأهله خير الجزاء.

### منهجُ المؤلِّف
تميّزت هذه الرسالة في تقديم مقدّمة تتعلّق بسبب التأليف، ثم بدأ الإمام الجعبري يتكلّم في جواز الاجتهاد، وتغيُّر رأي المجتهد، وتعدُّد رأي المجتهد، وانتقال المجتهد من رأي إلى رأي.
ثم شرع يتكلم في الألفاظُ الدَّالَّةُ على تعدُّد رأي المجتهد وفقهاء مذهبه من بعده حقيقة أو حكما، فتناول الكلام في باب المقاصد تفصيلا في مصطلح: القول، والوجه، والطريق، والتَّردُّد، والرَّأي، والخلاف، وقيل، والتَّخيير، وأو، وإن شاء، والرِّواية، وما يقرب منها من: الاحتمال، والانقداح، والنَّظر، والانبغاء، والقياس، وعند.
وقد اعتنى الإمام الجعبري بضرب مثال أو أمثلة على كل نوع من الأنواع المذكورة بمسائل منقولة في مذهب الإمام الشافعي، وأحيانا كان الإمام يطيل النفس من أجل توضيح الصورة وبيان الحقيقة.
ثم حلّى كل نوع من هذه الأنواع بما وقع في مذهب كلِّ واحدٍ من الأئمَّة الأربعة من مثل ذلك، ومثّل له بمسائل من كلامهم، بل استشهد بما حصل لكلٍّ من الخلفاء الأربعة من مثل ذلك.
ثم انتقل إلى بيان نسبة الخلاف الفقهي بعضه إلى بعض، وأوضح بجميل ودقيق عبارته جهات الترجيح والألفاظ الدالة على الترجيح عند الفقهاء الشافعية، بما يؤسس لضبط الخلاف المنتشر في كتب الفقه الشافعي، والتي ظهرت معالم استقرارها بعد الإمام النووي رحمه الله.
والذي يظهر من خلال ما ذكره البرهان الجعبري أن ألفاظ الترجيح التي استقر عليها المذهب الشافعي بعد الإمام النووي لم تكن بعد قد وصلت إلى مرحلة الشهرة والاعتماد، فقال الجعبري رحمه الله: «والألفاظُ الدَّالَّة على الراجح في الاصطلاح: الصَّحيح، والقويُّ، والظَّاهر، والمشهور، والمقيس، والوجيه، والشبيه، والمذهب، والمختار، والأحسنُ، والأَقيَس، والأصلَح، والأَولى، والأفقه، والأرجح، والأقرب، والأنسب، وما كان بمعناه».
ثم قال: «والتحقيقُ أن يقال في القولين والوجهين المتَّفق على الرَّاجح منهما: الصحيح والقويّ؛ ليقابله الفاسد والضعيف، وفي الذي يختلف في ترجيحه ويفتي بواحدٍ منهما قوم، وبالآخر آخرون: الأصح والأقوى؛ ليقابله الصحيح والقوي».
والذي عليه اصطلاح الإمام النووي أنه حيث يقول: في الأظهر أو المشهور.. فمن القولين أو الأقوال للشافعي. ثم قد يكون القولان جديدين أو قديمين، أو جديدا وقديما، وقد يقولهما في وقتين، أو وقت واحد، وقد يرجِّح أحدهما، وقد لا يرجح، (فإن ‌قوي ‌الخلاف) لقوة مدركه (قال: الأظهر) المشعر بظهور مقابله (وإلا) بأن ضعف الخلاف (فالمشهور) المشعر بغرابة مقابله لضعف مدركه .
وحيث يقول النووي: الأصح أو الصحيح: فمن الوجهين أو الأوجه لأصحاب الشافعي يستخرجونها من كلامه، وقد يجتهدون في بعضها وإن لم يأخذوه من أصله. ثم قد يكون الوجهان لاثنين وقد يكونان لواحد، واللذان للواحد ينقسمان كانقسام القولين، (فإن ‌قوي ‌الخلاف) لقوة مدركه (قال: الأصح) المشعر بصحة مقابله، (وإلا) بأن ضعف الخلاف (فالصحيح) ولم يعبّر بذلك في الأقوال تأدُّبا مع الإمام الشافعي .
ثم أفاض الإمام الجعبري في الكلام على البسملة وما يتعلّق بها من مباحث شريفة، من الكلام حول قرآنيتها، وحكم قراءتها، وحكم الجهر بها، ثم ناقش القاضي أبا الطيّب الباقلاني في نفيه لقرآنية البسملة، وأجاب عما أورده وغيرُه من أدلّة، ثم ختم الرسالة بالكلام عن بعض آداب المناظرة.

### اسمُ الكتاب ونسبتُه للمؤلِّف
ذكر الجعبري هذا الكتاب في رسالته التي عدّد فيها أسماء مصنَّفاته «الهبات الهنيّات في المصنَّفات الجعبريّات»، وسماه فيها: «رسالة وضع الإنصاف في رفع الخلاف» .
وقد ورد الاسم نفسه في عنوان مخطوطة الرسالة المكتوبة بخط الإمام شمس الدين السخاوي، وقد نص البرهان الجعبري في مقدمة رسالته على اسمها، فقال فيها كما في النسختين اللتين بين أيدينا: «ومن ثَمَّ سمّيتها: وضع الإنصاف إلى رفعِ الخلاف».
أما معنى الاسم وعلاقته بموضوع الرسالة:
فإن معنى عبارة (وضع الإنصاف) هو تثبيت الإنصاف وتمكينه، مع أن أصل كلمة (وضع) يدل على الخفض للشيء وحطّه، إلا أن استخدامها صار يدل على ثباته في مكانه، ومنه اشتقت كلمة (الموضع) لتدل على (المكان).
أما مصطلح (رفع الخلاف) فإنه في استخدام الفقهاء يعني إزالة الخلاف، وأصل الفعل ‌‌(‌رفع) يدلّ على خلاف الوضع، وقد استخدم المؤلِّف في صياغته لعنوان كتابه الجناس بين (رفع) و(وضع)، وبين (الإنصاف) و(الخلاف).
وتظهر علاقة العنوان بموضوع الرسالة من بيان المؤلف للغاية من تأليفها، حيث قال: «فألَّفتُ هذه الرسالةَ بمبانٍ محرَّرة، ومَعانٍ مُحبَّرة، تكادُ أن تكون مبتكَرة، مُوجِّهَةً قولهم المُتعدِّد، مبيِّنةً أنه راجعٌ إلى قولٍ واحد، ومِن ثَمَّ سمَّيتُها: وضع الإنصاف إلى رفع الخلاف».

### طبعات الكتاب
صدر الكتاب في طبعته الأولى عن دار الرياحين سنة 1445 هـ، 2023 م، بتحقيق: د. رامي سلهب التميمي، وعيسى الجعبري.

### مخطوطاتُ الكتاب
للكتاب نسختان خطيتان:
النسخة الأولى: محفوظة في دار الكتب المصرية بالقاهرة، ضمن مجموع، وهي تحت الرقم (32-78و) – (و87-106)، وهي نسخة مقابلة مصحّحة كتبها محمد بن عبد الرحمن السخاوي سنة 867هـ.
وتقع هذه النسخة في (29) صفحة، ومسطرتها متفاوتة، بين (21 – 32) سطرًا، بمعدل (27) سطرًا في الصفحة الواحدة، وكذلك عدد الكلمات في السطر الواحد متفاوت، وغالبه بين (12 – 15) كلمة.
وكاتب هذه النسخة هو الإمام الحافظ، الفقيه، المقرئ، المحدث، المؤرخ، أبو الخير، شمس الدين، محمد بن عبد الرحمن بن محمد، السخاوي الأصل، القاهري المولد، الشافعي المذهب، نزيل الحرمين الشريفين، (831–902هـ)، صاحب «الضوء اللامع لأهل القرن التاسع»، و«المقاصد الحسنة في بيان كثير من الأحاديث المشتهرة على الألسنة»، و«فتح المغيث بشرح ألفيّة الحديث»، وغيرها من الكتب النافعة، وكان من أكثر تلاميذ الحافظ ابن حجر العسقلاني ملازمةً له، فحمل عنه ما لم يشاركه فيه غيرُه، وأخذ عنه أكثر تصانيفه .
النسخة الثانية: موجودة في دار الكتب المصرية بالقاهرة، تحت الرقم (6 تفسير ش)، وتوجد عنها نسخة مصورة في مركز جمعة الماجد للثقافة والتراث في دبي، تحت الرقم: (659764).
وتقع هذه النسخة في (15) ورقة في (30) صفحة، ومسطرتها (30 – 31) سطرًا في الصفحة، وعدد الكلمات في السطر الواحد متفاوت، وغالبه بين (12-15) كلمة.
ولم يذكر فيها اسم كاتب هذه النسخة، وقد ذكر ناسخُها أنه فرَغ من نسخها «في ضحوة يوم الجمعة المبارك، سادس جمادى الأولى، سنة 1289».

### رابط الإعلان عن طبع الكتاب من دار الرياحين
https://x.com/daralrayaheen/status/1695425057613291539/photo/1